# Peter Kuttler
Peter Kuttler (* 7. Mai 1964 in Saarbrücken) ist ein deutscher Journalist und Moderator.

## Leben
Peter Kuttler wuchs im saarländischen Nunkirchen (Stadt Wadern) auf. Er arbeitete während des Studiums (Politikwissenschaft und Soziologie (Abschluss: Magister)) ab 1987 als Sportreporter, Journalist und Moderator beim rheinland-pfälzischen Privatrundfunksender Radio RPR. 
1990 wechselte er zum Studio Aachen des WDR und war dort als Moderator im Hörfunk und als Autor für das regionale Fernsehmagazin „Lokalzeit aus Aachen“ tätig. Hinzu kam 1996 eine Moderation beim öffentlich-rechtlichen Auslandssender Deutsche Welle, der mittlerweile sein deutschsprachiges Programm eingestellt hat. 
Seit 1997 war Kuttler Moderator bei WDR4. Zu hören war er dort in den Sendungen "Pavillon", "Folklore der Heimat" und er moderierte das "Hafenkonzert". Nach der Programmreform von WDR4, im März 2011, wechselte Kuttler zur Sendung "Hallo NRW". Inzwischen präsentiert er bei WDR4  regelmäßig die Rubrik "Kuttler Digital", die Themen aus den Bereichen Internet, Smartphone, Online aufbereitet. Außerdem moderiert Kuttler bei dem privaten Radiosender "Radio Schlagerparadies" die Sendung "Startklar". 
Darüber hinaus arbeitet Kuttler als Autor von Reportagen und Beiträgen für verschiedene deutsche Rundfunksender.